# Ebers-papirusz
Az Ebers-papirusz egy egyiptomi gyógynövényismereti papirusz, amely i. e. 1550 körülre (a késő második köztes időszak vagy a korai Újbirodalom) datálható. Az ókori Egyiptom legrégebbi és legfontosabb orvosi papiruszai közé tartozik, és 1873-1874 telén vásárolta meg Luxorban Georg Ebers német egyiptológus. Jelenleg a németországi Lipcsei Egyetem könyvtárában őrzik.
Az Ebers-papirusz hieratikus egyiptomi írással készült, és az ókori egyiptomi orvoslás legkiterjedtebb és legjobb állapotban fennmaradt feljegyzése.
A tekercs mintegy 700 mágikus formulát és népi gyógymódot tartalmaz, számos varázsigét tartalmaz, amelyek célja a betegséget okozó démonok elűzése volt, és az empirizmus hosszú hagyományáról is tanúskodik.
A papirusz tartalmaz egy „értekezést a szívről”. Megjegyzi, hogy a szív a vérellátás központja, amelyhez a test minden tagja számára erek csatlakoznak.
Úgy tűnik, hogy az ókori egyiptomiak keveset tudtak a vesékről, és a szívet tették számos olyan ér találkozási pontjává, amelyek a test összes folyadékát - vért, könnyet, vizeletet és ondót - szállították.
A lelki rendellenességeket a Szívek könyve című papirusz egyik fejezete részletezi. Olyan rendellenességekről van szó, mint a depresszió és a demencia. E rendellenességek leírása arra utal, hogy az egyiptomiak a mentális és a fizikai betegségeket nagyjából azonos módon képzelték el.
A papirusz fejezeteket tartalmaz a fogamzásgátlásról, a terhesség diagnózisáról és más nőgyógyászati kérdésekről, a bélbetegségekről és parazitákról, a szem- és bőrproblémákról, a fogászatról, a tályogok és daganatok sebészeti kezeléséről, a csontok rögzítéséről és az égési sérülésekről.
Az Ebers-papirusz írásának idején a „csatornaelmélet” volt elterjedt; ez azt sugallta, hogy a testnedvek akadálytalan áramlása a jó egészség előfeltétele.
Az Ebers-papirusz tekinthető az ókori görög humánpatológia és a később kialakult humánumelmélet előfutárának, történelmi kapcsolatot teremtve az ókori Egyiptom, az ókori Görögország és a középkori orvostudomány között

## Fordítás
- Ez a szócikk részben vagy egészben  az   Ebers Papyrus című angol Wikipédia-szócikk ezen változatának fordításán alapul.  Az eredeti cikk szerkesztőit annak laptörténete sorolja fel. Ez a jelzés csupán a megfogalmazás eredetét és a szerzői jogokat jelzi, nem szolgál a cikkben szereplő információk forrásmegjelöléseként.